# Kollywood
Tamil filmindustrie, ook wel bekend als Kollywood, is de Tamiltalige filmindustrie in India. De naam is een parodie op het Amerikaanse Hollywood en India's grootste filmindustrie  Bollywood. De "K" komt van de wijk Kodambakkam in Chennai - Tamil Nadu, het centrum van de Tamil filmindustrie.

## Industrie en budget

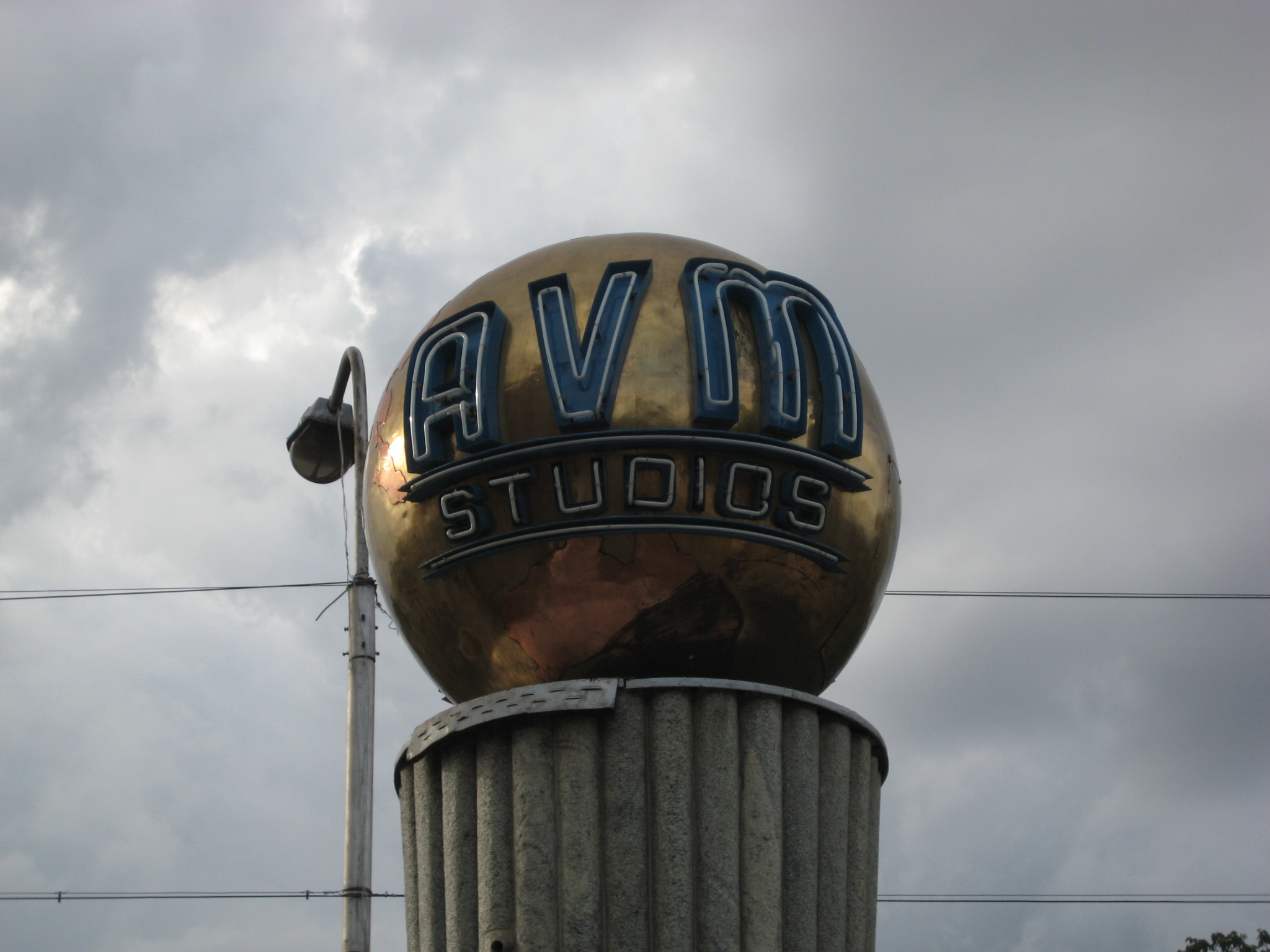
AVM studio in Chennai is de laatste oudste overgebleven filmstudio in India

In 1897 vertoonde een Europese exposant voor het eerst een selectie stille korte films in de Victoria Public Hall in Madras (hedendaags Chennai). De films bevatten allemaal niet-fictieve onderwerpen, het waren meestal gefotografeerde verslagen van dagelijkse gebeurtenissen. In Madras werd het Electric Theatre opgericht voor de vertoning van stomme films. Het was een favoriete plek van de Britse gemeenschap in Madras. Het theater werd na een paar jaar stilgelegd. Dit gebouw maakt nu deel uit van een postkantorencomplex aan de Anna Salai.
De eerste stomme film was Keechaka Vadham (1918), de eerste gesproken film was Kalidas (1931) dat na nog geen zeven maanden na de eerste Indiase gesproken film Alam Ara uitkwam. 
Kalava (1932) was de eerste lange gesproken film die volledig in het Tamil was gemaakt. Balayogini (1937) werd beschouwd als de eerste kinderfilm van Zuid-India. In 1991 werd Marupakkam de eerste Tamil-film die de National Film Award voor beste speelfilm won.
De Tamil-filmindustrie is de op twee na grootste filmindustrie in India, zij produceren ongeveer 300 films per jaar. Per film worden de kosten geschat op ongeveer vijftig miljoen Indiase roepie. Voor populaire films liggen kosten tussen één en drie miljard. Voor de heel grote films wordt drie tot zes miljard uitgetrokken.

## Succesvolste films wereldwijd
| Positie | Film                        | Jaar | Regisseur        | Studio                   | Totale opbrengst |
| ------- | --------------------------- | ---- | ---------------- | ------------------------ | ---------------- |
| 1       | Baahubali 2: The Conclusion | 2017 | S. S. Rajamouli  | Arka Media Works         | Rs. 1810 crore   |
| 2       | 2.0                         | 2018 | S. Shankar       | Lyca Productions         | Rs. 800 crore    |
| 3       | Baahubali: The Beginning    | 2015 | S. S. Rajamouli  | Arka Media Works         | 650 crore        |
| 4       | Saaho                       | 2019 | Sujeeth Reddy    | UV Creations             | Rs. 433 crore    |
| 5       | Bigil                       | 2019 | Atlee Kumar      | AGS Entertainment        | Rs. 300 crore    |
| 6       | Master                      | 2021 | Lokesh Kanagaraj | XB Film Creators         | Rs. 300 crore    |
| 7       | Kabali                      | 2016 | Pa. Ranjith      | V Creations              | Rs. 300 crore    |
| 8       | Enthiran                    | 2010 | S. Shankar       | Sun Pictures             | Rs. 289 crore    |
| 9       | Mersal                      | 2017 | Atlee            | Thenandal Studio Limited | Rs. 260 crore    |
| 10      | I                           | 2015 | S. Shankar       | Aascar Films             | Rs. 240 crore    |

## Bekende acteurs en actrices
Acteurs
- Ajith Kumar
- Atharvaa Murali
- Arya
- Dhanush
- Jayam Ravi
- Kamal Haasan
- Karthi
- Prabhu Deva
- Prakash Raj
- R. Madhavan
- Rajinikanth
- Silambarasan
- Sivakarthikeyan
- Suriya
- Vijay
- Vijay Sethupathi
- Vikram

Actrices
- Amy Jackson
- Anushka Shetty
- Asin
- Hansika Motwani
- Jyothika
- Kajal Aggarwal
- Nayanthara
- Rakul Preet Singh
- Regina Cassandra
- Sai Pallavi
- Samantha Ruth Prabhu
- Shriya Saran
- Shruti Haasan
- Silk Smitha
- Tamannaah
- Trisha Kishnan